# COLT Studio Group
COLT Studio Group là một công ty sản xuất phim khiêu dâm Mỹ.

## Sơ lược
Công ty này đã sản xuất những bộ phim khiêu dâm suốt 40 năm qua. Trụ sở của hãng nằm tại Thành phố New York năm 1967, và sau đó dời đến Los Angeles khoản 25 năm và nay đang nằm tại San Francisco, California. COLT Studio Group còn có thêm nhiều hãng con như:
- COLT Studio - If the look is Masculine, the name is COLT! (Nếu bạn nhìn thấy những chàng trai Cơ bắp, đó chắc hẳn là COLT!
- Buckshot Productions - Clean boys doing dirty things! (Những chàng trai sạch sẽ làm những việc dơ bẩn!)
- COLT Minute Man Solo Series - Bigger IS Better! (To LÀ Tốt!)
- Olympus Studio - The Best of Both Worlds! (Điều tuyệt vời nhất từ hai thế giới!)
- The Legendary Bodies Series - The Pinnacle of Masculine Erotica! (Hiệu trưởng trường học phim Khiêu dâm Cơ bắp)
- COLT Gear
- Buckshot Toys
- COLT Leather
- COLT Basics
- COLT Mobile
- COLT Cash
- COLT Publications (tạp chí, giấy ghi chú và lịch)

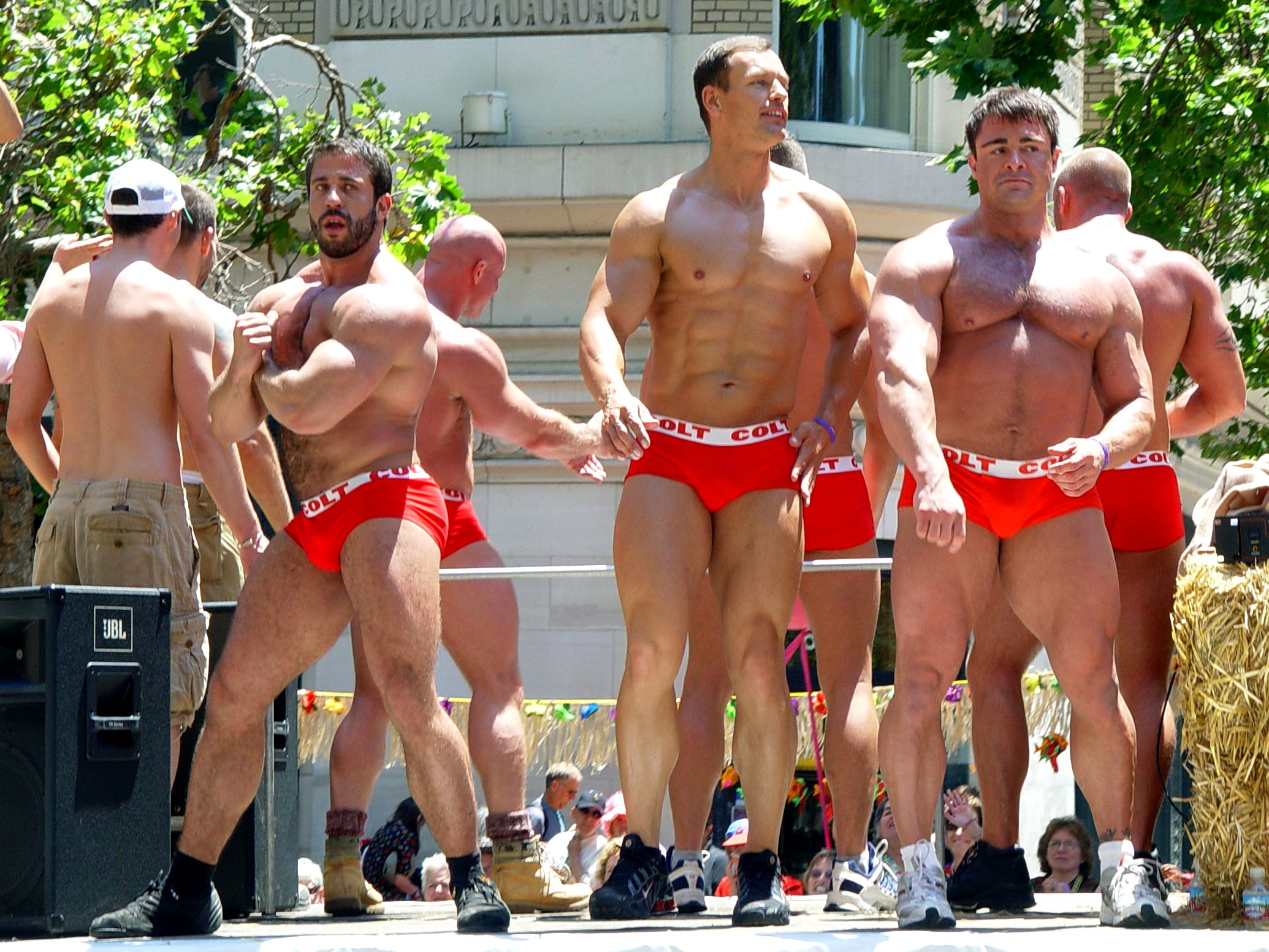
Những người mẫu nam của COLT đang mặc mẫu đồ lót của hãng tại buổi diễu hành ủng hộ người Đồng tính tại San Francisco năm 2006. Người mẫu Carlo Masi nằm ở bên trái.

COLT đồng thời cũng phát hành và phân phối những bộ phim của mình trực tuyến trên trang web chính thức và bán phim của mình toàn thế giới. Ngoài những hãng con kể trên, hãng còn có dự định sẽ mở quán bar tên COLT Bars toàn thế giới. COLT đồng thời còn được biết đến như "Playboy" dành cho Đồng tính nam.
COLT Studio được Jim French thành lập. French sau đó đã bán công ty này cho John Rutherford và bạn đời của anh Tom Settle (thuộc Prowest Media).
Năm 2003, Rutherford đã đầu tư thêm vào công ty và đổi tên thành COLT Studio Group.
Năm 2007, COLT Studio Group đã kỷ niệm 40 năm thành lập. Thị trưởng San Francisco, Gavin Newsom đã tuyên bố ngày 23 tháng 2 năm đó sẽ là Ngày COLT Studio". Quyết định này của ông đã gây rất nhiều tranh cãi, trong đó còn có bình luận viên của Fox News, Bill O'Reilly.
Vào ngày 3 tháng 6 năm 2010, Prowest Media đã kiện Rutherford và Settle vì khoản nợ bị cáo buộc $1.45 triệu. Đây chính là khoản nợ lớn nhất của người sáng lập, Jim French.

## Liên kế ngoài
- Trang web chính thức của COLT
- COLT trên MySpace